# لوئیس گویلام ل مننیر
 لوئیس گویلام ل مننیر (انگلیسی: Louis Guillaume Le Monnier؛ زاده ۲۷ ژوئن ۱۷۱۷ درگذشته ۷ سپتامبر ۱۷۹۹) یک فیزیک‌دان اهل فرانسه بود.